# Peromyscus pectoralis
Peromyscus pectoralis is een zoogdier uit de familie van de Cricetidae. De wetenschappelijke naam van de soort werd voor het eerst geldig gepubliceerd door Osgood in 1904.

## Voorkomen
De soort komt voor in Mexico en de Verenigde Staten.